# 千種みのり
千種 みのり（ちぐさ みのり）は、日本の漫画家、イラストレーター。

## 企業との提携
2023年2月11日より、ドン・キホーテとコラボレーションすることが発表された。

## 作品リスト

### 漫画作品
- ココロ色づく恋がしたい（『ドラドラしゃーぷ＃』[2]2021年1月29日 - 2022年9月23日）
- 綺麗な陽花には毒がある（『まんがタイムきらら』2022年4月号[3] - 2022年6月号[4]） - 3話連続ゲスト[3]。
- 藤村さんにはかなわない（『週刊少年チャンピオン』2022年42号[5]）
- 好都合セミフレンド（『まんがタイムきらら』2023年3月号 - 5月号〈ゲスト〉・6月号[6] - 連載中）
- 若見え☆大作戦（原作：はまじあき、『ぼっち・ざ・ろっく！アンソロジーコミック』3巻、2024年[7]） - 『ぼっち・ざ・ろっく！』のアンソロジー寄稿作品。
- 口寂しさはタバコで埋めずに（『ヤングガンガン』2025年No.15[8]）

### イラスト
- クール美少女の秘密な趣味を褒めたらめちゃくちゃなつかれた件（著者：ネコクロ、ブレイブ文庫、2021年）
- お兄ちゃんとの本気の恋なんて誰にもバレちゃダメだよね？（著者：保住圭、GA文庫、2021年）
- じつは義妹でした。〜最近できた義理の弟の距離感がやたら近いわけ〜（著者：白井ムク、富士見ファンタジア文庫、2021年）
- エロゲのヒロインを寝取る男に転生したが、俺は絶対に寝取らない（著者：みょん、角川スニーカー文庫、2023年）
- わたしの百合も、営業だと思った？（著者：アサクラネル、電撃文庫、2023年）
- お兄様は、怪物を愛せる探偵ですか？（著者：ツカサ、ガガガ文庫、2023年）
- 「キスなんてできないでしょ？」と挑発する生意気な幼馴染をわからせてやったら、予想以上にデレた（著：桜木桜、GA文庫、2023年）
- オタク知識ゼロの俺が、なぜか男嫌いなギャルとオタ活を楽しむことになったんだが（著者：猫又ぬこ、ダッシュエックス文庫、2023年）
- 現役JKアイドルさんは暇人の俺に興味があるらしい。（著者：星野星野、オーバーラップ文庫、2023年）
- デスループ令嬢は生き残る為に両手を血に染めるようです（著者：沙寺絃、講談社ラノベ文庫、2023年）
- 双子まとめて『カノジョ』にしない?（著者：白井ムク、富士見ファンタジア文庫、2023年）
- これはあくまで、ままごとだから。（著者：真代屋秀晃、電撃文庫、2024年）
- 戦地から帰ってきたタカシ君。普通に高校生活を送りたい（著者：安い芸、PASH!文庫、2024年）
- シャーロットはただ、事件を解きたい。 探偵はもう、死んでいる。Code:RED（著者：ひなちひこ、原作・監修：二語十、キャラクター原案：うみぼうず、MF文庫J、2024年）
- ぼっち・ざ・ろっく！アンソロジーコミック 4巻（アンソロジーコミック、2024年[7]）カバーイラスト
- 志乃と恋 Future（著者：日日綴郎、富士見ファンタジア文庫、2025年）イラスト・原作担当
- ラブライブ！ 蓮ノ空女学院スクールアイドルクラブ 102期活動記録 〜Shades of Stars〜（著者：みかみてれん、バンダイナムコフィルムワークス、2025年）
- 溺れるベッドで、天使の寝顔を見たいだけ。 #ふたりで犯した秘密の校則違反（著者：上栖綴人、角川スニーカー文庫、2025年）

### 書籍

#### 漫画単行本
- 『ココロ色づく恋がしたい』、KADOKAWA〈ドラゴンコミックスエイジ〉2021年 - 2023年、全3巻
  1. 2021年8月6日発売[2][9]、ISBN 978-4-04-074203-8
  2. 2022年3月9日発売[10]、ISBN 978-4-04-074427-8
  3. 2023年1月7日発売[11]、ISBN 978-4-04-074834-4
- 『志乃と恋』、KADOKAWA〈MFC〉2023年 - 、既刊3巻、pixiv投稿していたオリジナル作品の書籍化。
  1. 2023年8月23日発売[12]、ISBN 978-4-04-682735-7
  2. 2024年6月21日発売[13]、ISBN 978-4-04-683597-0
  3. 2025年2月21日発売[14]、ISBN 978-4-04-684537-5
- 『好都合セミフレンド』、芳文社〈まんがタイムKRコミックス〉2023年 - 、既刊2巻（2024年10月25日現在）

#### 画集
- 『色づく季節と隣のキミと』KADOKAWA、2021年7月16日発売[15]、ISBN 978-4-04-680704-5
- 『千種みのり画集 Fleur』ホビージャパン、2024年3月27日発売[16]、ISBN 978-4-7986-3425-8
- 『千種みのりArtWorks 「じつは義妹でした。」』 KADOKAWA、2024年10月19日発売[17]、ISBN 978-4-04-075623-3

### その他
- 温泉むすめ（2022年）豊富水由のキャラ原案
- 風吹スサノオ（エアリープロダクション所属のバーチャルYouTuber、2022年）キャラクターデザイン
- 如月すてあ（自動車パーツメーカーラルグスのバーチャルYouTuber、2023年）キャラクターデザイン
- Jack the Reaper（週刊ラノベアニメ、2025年）キャラクターデザイン